# Tournoi d'échecs de Şəmkir
Le tournoi d'échecs de Şəmkir ((en)Shamkir Chess, aussi appelé le mémorial Gashimov) est une compétition d'échecs organisée habituellement au printemps à Şəmkir depuis 2014, à la mémoire du joueur azerbaïdjanais Vugar Gashimov mort en janvier 2014.
Le champion du monde Magnus Carlsen a remporté les quatre éditions (2014, 2015, 2018 et 2019) du tournoi principal auxquelles il a participé. Les troisième et quatrième éditions, en l'absence de Carlsen, ont été gagnées par l'Azerbaïdjanais Shakhriyar Mamedyarov (en 2016 et 2017)

## Palmarès

### Tournoi classiques
En 2014, le tournoi principal était un tournoi à deux tours avec six joueurs. Les joueurs étaient départagés suivant le nombre de parties gagnées.
| Année | Dates             | Joueurs | Vainqueur                                                                 | Deuxième(s)                                        | Troisième(s)                                                               | Quatrième(s)                                                         |
| ----- | ----------------- | ------- | ------------------------------------------------------------------------- | -------------------------------------------------- | -------------------------------------------------------------------------- | -------------------------------------------------------------------- |
| 2014  | 16-30 avril       | 6       | Magnus Carlsen (6,5 / 10, +5 −2 =3)                                       | Fabiano Caruana (5,5 / 10, +3 −2 =5)               | Hikaru Nakamura (3e) Teimour Radjabov (4e) Sergueï Kariakine (5e) (5 / 10) |                                                                      |
| 2015  | 16-25 avril       | 10      | Magnus Carlsen (7 / 9, +5 =4)                                             | Viswanathan Anand (6 / 9, +3 =6)                   | Wesley So (3e) Fabiano Caruana (4e) (5 / 9)                                |                                                                      |
| 2016  | 26 mai - 4 juin   | 10      | Shakhriyar Mamedyarov (6 / 9, +4 −1 =4) (vainqueur du match de départage) | Fabiano Caruana (6 / 9, +4 −1 =4)                  | Anish Giri 5,5                                                             | Sergueï Kariakine 5                                                  |
| 2017  | 21-30 avril       | 10      | Shakhriyar Mamedyarov (5,5 / 9, +3 −1 =5)                                 | Vladimir Kramnik Veselin Topalov Wesley So (5 / 9) |                                                                            |                                                                      |
| 2018  | 18-28 avril       | 10      | Magnus Carlsen (6 / 9, +3 =6)                                             | Ding Liren (5,5 / 9, +2 =7)                        | Sergueï Kariakine (5 / 9)                                                  | Teimour Radjabov Shakhriyar Mamedyarov Anish Giri Radosław Wojtaszek |
| 2019  | 31 mars - 9 avril | 10      | Magnus Carlsen (7 / 9, +5 =4)                                             | Ding Liren Sergueï Kariakine (5 / 9, +2 −1 =6)     |                                                                            | Viswanathan Anand Teimour Radjabov Aleksandr Grichtchouk             |

### Tournois combinés, rapides et blitz
| Année | Dates           | Joueurs | Vainqueur              | Deuxième(s)           | Troisième(s)          | Quatrième(s)                  |
| ----- | --------------- | ------- | ---------------------- | --------------------- | --------------------- | ----------------------------- |
| 2021  | 18-21 décembre  | 8       | Fabiano Caruana        | Richárd Rapport       | Shakhriyar Mamedyarov | Sergueï Kariakine             |
| 2022  | 18-23 décembre  | 10      | Nodirbek Abdusattorov  | Rauf Mamedov          | Shakhriyar Mamedyarov | Richárd Rapport               |
| 2023  | 7-11 décembre   | 10      | Vidit Santosh Gujrathi | Arjun Erigaisi        | Richárd Rapport       | Aydin Suleymanli Rauf Mamedov |
| 2024  | 26-28 septembre | 8       | Ian Nepomniachtchi     | Nodirbek Abdusattorov | Shakhriyar Mamedyarov | Vladislav Artemiev            |

## Palmarès détaillé

### Première édition (2014): Carlsen
Le tournoi a lieu du 16 au 30 avril 2014.
Le tournoi A, remporté par le numéro un mondial Magnus Carlsen, a vu s'affronter six des tout meilleurs joueurs mondiaux de moins de 30 ans, comportant les très forts joueurs azerbaïdjanais que sont Shakhriyar Mamedyarov et Teimour Radjabov, et les joueurs de tout premier plan que sont Fabiano Caruana, Sergueï Kariakine et Hikaru Nakamura.
- 1er : Magnus Carlsen (6,5 / 10)
- 2e : Fabiano Caruana (5,5, +3 −2 =5)
- 3e-5e : 5 / 10
  - Hikaru Nakamura (5, +2 −2 =6)
  - Teimour Radjabov (5, +1 −1 =8)
  - Sergueï Kariakine (5, =10)
- 6e : Shakhriyar Mamedyarov (3 / 10).

Le tournoi B, composé de dix joueurs dont cinq Azerbaïdjanais a été remporté par l'Ukrainien Pavel Eljanov  devant Aleksandr Motylev, Étienne Bacrot et Wang Hao.

### Deuxième édition (2015): Carlsen
Le mémorial est renouvelé en avril 2015 (du 16 au 25 avril) avec la participation de dix joueurs de tout premier plan dont les deux premiers mondiaux et deux ex-champions du monde. Il est remporté par Magnus Carlsen 7/9 (+5 =4) devant Viswanathan Anand 6/9  (+3 = 6), Wesley So 5/9 (+3 -2 =4) et Fabiano Caruana  5/9  (+2 –1 =6).
- 1er : Magnus Carlsen (7 / 9, +5 =4)
- 2e : Viswanathan Anand (6, +3 =6)
- 3e-4e : 5 / 9
  - Wesley So (5, +3 −2 =4)
  - Fabiano Caruana (5, +2 −1 =6)
- 5e-6e: 4 / 9
  - Vladimir Kramnik (4, +2 −3 =4)
  - Shakhriyar Mamedyarov (4, +1 −2 =6)
- 7e-10e : 3,5 / 9
  - Michael Adams
  - Anish Giri
  - Maxime Vachier-Lagrave
  - Rauf Mamedov

### Troisième édition (2016): Mamedyarov
Le tournoi est organisé du 26 mai au 4 juin 2016, après le tournoi Norway Chess, avec quatre joueurs azerbaïdjanais (Mamedyarov, Radjabov, Safartli et R. Mamedov), ainsi que Caruana, Giri, Kariakine, Harikrishna, Eljanov et Hou Yifan. Mamedyarov remporte le match de départage contre Caruana (2,5 à 1,5, +1 =3).
- 1er : Shakhriyar Mamedyarov (6 / 9, +4 −1 =4, vainqueur du match de départage)
- 2e : Fabiano Caruana (6, +4 −1 =4)
- 3e : Anish Giri (5,5, +3 −1 =5)
- 4e : Sergueï Kariakine (5, +2 −1 =6)
- 5e : Rauf Mamedov (4,5, +1 −1 =7)
- 6e-8e : 4 / 9
  - Pentala Harikrishna
  - Eltaj Safarli
  - Teimour Radjabov
- 9e : Pavel Eljanov (3,5 / 9)
- 10e : Hou Yifan (2,5 / 9)

### Quatrième édition (2017): Mamedyarov
- 1er :  Shakhriyar Mamedyarov (5,5 / 9, +3 −1 =5)
- 2e-4e : 5 / 9
  - Vladimir Kramnik
  - Wesley So
  - Veselin Topalov
- 5e-7e : 4,5 / 9
  - Sergueï Kariakine
  - Radosław Wojtaszek
  - Michael Adams
- 8e : 4 / 9
  - Teimour Radjabov
- 9e-10e : 3,5 / 9
  - Pavel Eljanov
  - Pentala Harikrishna

### Cinquième édition (2018): Carlsen
- 1er : Magnus Carlsen : 6 / 9 (+3 = 6)
- 2e : Ding Lren (5,5 / 9, +2 =7)
- 3e : Sergueï Kariakine (5 / 9, +1 =8)
- 4e-7e : 4,5 / 9
  - Shakhriyar Mamedyarov
  - Radosław Wojtaszek
  - Anish Giri
  - Teimour Radjabov
- 8e-9e : 4 / 9
  - Veselin Topalov
  - Rauf Mamedov
- 10e : David Navara (2,5 / 9)

### Sixième édition (2019): Carlsen
- 1er : Magnus Carlsen : 7 / 9 (+5 = 4)
- 2e-3e : 5 / 9
  - Ding Lren
  - Sergueï Kariakine
- 4e-6e : 4,5 / 9
  - Viswanathan Anand
  - Teimour Radjabov
  - Aleksandr Grichtchouk
- 7e-8e : 4 / 9
  - David Navara
  - Veselin Topalov
- 9e : Shakhriyar Mamedyarov : 3,5 / 9
- 10e : Anish Giri : 3 / 9

### Septième édition (2021)
L'édition de 2021 du mémorial Gashimov est un tournoi de parties rapides et un tournoi de blitz. Il est disputé du 18 au 23 décembre et a lieu à Bakou, capitale de l’Azerbaïdjan, et non à Chamkir.